# Reloj astronómico de Gdansk
El reloj astronómico de Gdansk es una obra realizada por Hans Doring vel Düringer entre 1464 y 1470. Está ubicado en la Basílica de Santa María de Gdansk (Polonia).

## Historia

### Contexto
Entre los siglos xv y xviii hubo un total de 84 relojeros activos en Gdansk, lo que convirtió a esta ciudad en la más importante de Polonia en cuanto a la fabricación de relojes y en una de las más destacadas a nivel mundial, solo por detrás de Londres, París, Ginebra y Augsburgo, y al mismo nivel que Núremberg, Lübeck y Estocolmo. Durante este periodo Leópolis, en aquel entonces perteneciente a Polonia, ocupaba el segundo lugar a nivel nacional con 52 relojeros, contando Varsovia con 41 y Cracovia con 38. En el siglo xix Varsovia pasó a ostentar el primer puesto, si bien los relojeros de Gdansk, integrados en un gremio independiente desde 1849, seguían manteniendo un elevado nivel de profesionalismo pese al decaimiento en el número de artesanos: en 1807 solo quedaban siete, aumentando esta cifra a diez en 1854, a 27 en 1861 y a 37 en 1927, mientras que para 1942 había registrados apenas 25 relojeros.: 310 

### Elaboración
El reloj astronómico de Gdansk tuvo un predecesor fechado en 1455. En 1462 un cerrajero local de nombre Krumdick empezó a construir un reloj conocido como «el pequeño», el cual sería instalado en el habitáculo donde se encontraba el órgano de la basílica, directamente encima de la sacristía; se considera que esta pieza nunca llegó a terminarse debido a que el 30 de abril de 1464 los rectores del templo encargaron a Hans Doring vel Düringer, establecido en ese entonces en Toruń, la fabricación de un reloj astronómico.: 305  De acuerdo con el contrato, firmado la tarde del 1 de mayo, Düringer debía realizar «toda la labor de herrería, y todo lo que pertenece al registro del reloj; también tiene que tener hechos ambos diales de madera, uno con el Sol, la Luna, y los doce signos, y el otro con el calendario; la escena de la Anunciación, y la Adoración de los tres magos».: 305  El ayuntamiento, el cual costeó la policromía,: 88  ordenó a su vez que el reloj se decorase con ricos motivos ornamentales, entre ellos «flores, hojas, y esculturas tan bellas como solo ellos desean tener», percibiendo Düringer un pago de 300 marcos junto con el mecanismo fabricado por Krumdick más un extra de 6 eslotis húngaros (54 marcos) por trasladarse a Gdansk. Inicialmente Düringer viajaba desde Toruń con su hijo para trabajar ambos en el reloj, si bien la incomodidad de los traslados y el peligro que suponía la inseguridad derivada de la Guerra de los Trece Años hicieron que Düringer se mudase a Gdansk; a modo de compensación recibió 93 marcos y una casa en la calle Świętego, a lo que se sumaban 24 marcos anuales por «terminar el reloj, y si hubiese partes para ser esculpidas o pintadas que costasen más, esto sería pagado por el ayuntamiento. Sin embargo debía cuidar mucho del reloj»: 305  (Düringer se había quejado además de que el pago inicial de 300 marcos no era suficiente).: 88  En 1470 la obra estaba terminada, dato corroborado por el hecho de que Düringer recibió el encargo de construir por 1600 marcos  otro «gran reloj en la iglesia, marcando las horas y los cuartos»; es posible que el reloj astronómico tuviera que hacer funcionar el nuevo reloj, lo que a su vez explicaría su elevado coste, siendo probable que ya en aquel entonces se fabricase un cuadrante para el exterior del templo, pieza que pudo estar ubicada donde se encuentra el actual reloj de la fachada, el cual se halla sobre la puerta Groblową, una de las siete puertas de la basílica.: 305 

### Leyendas y decadencia

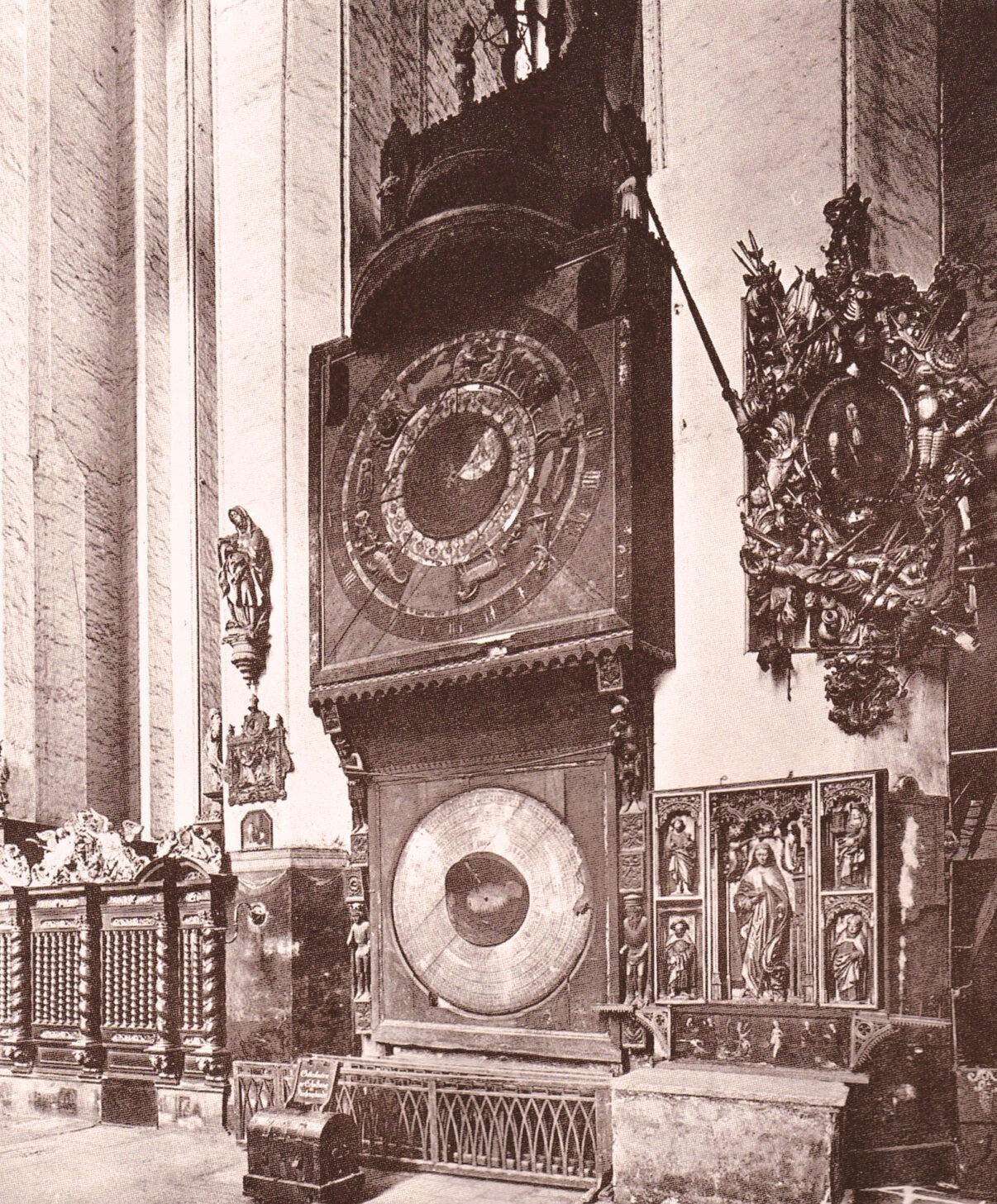
El reloj astronómico en 1905.

Durante los más de cuatro siglos en los que el reloj estuvo sin funcionar surgieron varias leyendas las cuales trataron de dar una explicación a este hecho. Según un antiguo relato del que hay constancia por escrito desde al menos 1676 gracias a Kazimierz Haur: «En Gdansk, en la iglesia parroquial de Santa María, hay un enorme y antiguo reloj dentro del templo. Iba a superar todo el arte de la fabricación de otros relojes, y había algunas personas que caminaban a su alrededor cuando el reloj daba las horas. Los habitantes de la ciudad contaban la historia de que un inventor o Kuntsmagister del Reloj sufrió muy mala suerte por parte del ayuntamiento como agradecimiento por su trabajo. Algunos dicen que para impedir que crease otra obra maestra similar fue privado de sus ojos. Así que para vengarse el maestro retiró uno de los resortes del mecanismo del reloj, y lo dañó tan seriamente que ningún otro especialista fue capaz de repararlo y llevarlo a su perfección».: 306–307  Una segunda leyenda, muy similar a la primera, sostiene lo siguiente: «Los habitantes de Gdansk decidieron encargar un reloj astronómico tan hermoso y perfecto como no lo había tenido ninguna otra ciudad. Encargaron este trabajo a un conocido maestro de Toruń, Hans Düringer, que vino a la ciudad con su hijo. El reloj debía enmarcarse con numerosas figuras móviles y adornos. Uno de ellos, la imagen de la serpiente tentadora, fue tallada por el hijo del maestro. Para su sorpresa, la serpiente le habló, prohibiendo que su imagen fuera presentada a los fieles como advertencia para que fueran mejores. Amenazó con destruir el reloj y cegar a su padre. Sin embargo, el joven artista no hizo caso a la advertencia. Cuando el reloj se puso en funcionamiento, despertó admiración en toda Europa. Muchas ciudades querían invitar al capataz para que les hiciera uno similar. Ciudadanos envidiosos de Gdansk capturaron y cegaron al maestro para que nunca pudiera construir un reloj parecido. Por la noche, el maestro cegado rompió el mecanismo del reloj en represalia y murió. Y así se cumplieron las advertencias del espíritu maligno».
Otra leyenda afirma que durante la construcción del reloj la hija del alcalde solía pasar mucho tiempo fuera de casa y este, preocupado, descubrió tras interrogarla que acudía con frecuencia a la Basílica de Santa María (en el periodo en que se creó la obra había tres alcaldes: Johann von Scheren, Johann von Walde y Johann Veere). Enseguida empezaron a circular rumores de que la joven iba al templo no a rezar sino a ver a Düringer, de quien estaba perdidamente enamorada, lo que socialmente resultaba inaceptable en aquel entonces debido a que este era mucho mayor que ella y de bajo estrato social. Pese a que ambos intentaron llevar a cabo sus encuentros en secreto, varias personas terminaron por conocer su aventura, informando de ello al alcalde, quien se vio en la difícil situación de tener que acabar con dicha relación sin que Düringer se desanimase al punto de no concluir su obra o llegase al extremo de huir con la joven, en cuyo caso la ciudad se quedaría sin reloj y el alcalde sin su hija. El hombre acudió a la iglesia para hablar seriamente con el relojero, al que encontró subido a una escalera (para entonces, de acuerdo con el relato, las cuatro figuras de las esquinas del calendario ya estaban instaladas y los obreros acababan de colocar las imágenes de Adán y Eva en la cúspide junto al árbol del conocimiento y las campanas). Molesto por el hecho de que Düringer murmurase algo a modo de respuesta a sus quejas y se dedicase de manera impasible a apretar un tornillo del reloj, el alcalde agarró la escalera y lo acusó en voz alta de tener intenciones deshonestas para con su hija; la tensión se fue incrementando hasta el punto de que el padre, enfurecido por la insolencia de Düringer, sacó una daga y apuñaló mortalmente en la espalda al relojero, quien perdió el equilibrio y trató de aferrarse a varias partes de la maquinaria mientras caía al vacío, lo que provocó la rotura de varios cojinetes. El asesino, enloquecido, trató de huir, aunque terminaría por recobrar la cordura y someterse a la justicia, siendo condenado a muerte y quedando el reloj sin terminar ante el fracaso de los sucesores del alcalde en encontrar a alguien capaz de concluir la labor de Düringer.
Por su parte, una cuarta leyenda, de corte fantástico al igual que la segunda, afirma que el reloj tenía la facultad mágica de poder reflejar la fecha y hora exactas de la muerte de todo aquel que preguntase al respecto. En principio este hecho solo era conocido por el clero, comenzando la gente a reunirse a lo largo del día en la iglesia cuando el fenómeno dejó de ser un secreto. Según el relato bastaba con introducir la fecha y hora del nacimiento de la persona y la fase de la luna, dando el reloj la fecha de la muerte; tras conocer la profecía algunos se marchaban angustiados y otros contentos, causando estas predicciones una terrible conmoción en la ciudad y la llegada de curiosos en masa a contemplar el reloj. Con el fin de controlar la situación, las autoridades decidieron romper deliberadamente el mecanismo, cayendo a lo largo del tiempo una serie de desgracias sobre todos aquellos que trataron de volver a ponerlo en marcha. Teniendo en cuenta la absoluta imposibilidad del segundo y el cuarto relato, mismo caso que el de otro menos conocido según el cual el 29 de febrero se cumplen los deseos de todo aquel que toque el reloj, en lo que respecta a los dos restantes (el primero muy similar a la leyenda asociada al reloj astronómico de Praga), estos resultan ser también falsos debido a que hay constancia en los archivos de Gdansk de que desde la creación del reloj y hasta 1553 un funcionario designado se encargó de operarlo y verificar cada trimestre si funcionaba correctamente. El largo periodo de decadencia de la obra de Düringer se debe a que las autoridades tomaron la decisión de dejar de aportar dinero para su mantenimiento, motivo por el que los gastos destinados a la conservación del reloj desaparecen de los archivos de la ciudad a partir de 1553. Inoperativo desde entonces y olvidado tras la Contrarreforma por ser considerado un objeto católico y papal, todas las propuestas de reparación efectuadas entre 1595 y 1866 fueron rechazadas debido a su elevado coste:: 306–307  en 1631 se solicitó una intervención alegando que la maquinaria se hallaba en estado ruinoso y que el reloj estaba «completamente fuera de servicio y estropeado», mientras que en 1722 el herrero de Oliwa Daniel Helfter se ofreció a reparar el reloj a cambio de 3000 florines neerlandeses, solicitando el relojero de Gdansk Johann Adam Lamprecht en 1817 arreglar la obra por un precio estimado de 9000 florines, para lo cual se ofreció a cobrar solo tras el fin del trabajo e incluso llegó a recoger y publicar folletos para recaudar el dinero.: 86–87 

### Reconstrucción
Con motivo de la Segunda Guerra Mundial, en 1944 el reloj fue desmantelado y una parte conducida a Lichnowy, en Żuławy: 89  (lo que no fue trasladado quedó repartido entre la iglesia y un almacén), pudiendo hallarse tras el conflicto casi el 80% de los componentes: el 70% del mueble, descubierto en 1984: 86  (incluido el marco del panel inferior en su totalidad); los diales del calendario y las figuras de los signos Libra (sin la balanza) y Escorpio (solo las pinzas del escorpión), ambas descubiertas en 1983 (para febrero de 1986 se habían recuperado todos los fragmentos supervivientes que no habían sido hallados en 1984).: 88–89  Con la ubicación original del reloj ocupada por una gran cruz: 89  y habiéndose puesto en marcha desde la guerra solo algunas partes del mecanismo (del que apenas quedaban unos pocos engranajes sueltos antes de la contienda), en noviembre de 1983: 89  varios profesionales y entusiastas deseosos de reconstruirlo formaron un grupo conocido a finales de la década de 1990 como «Horologium» y dirigido por el profesor Andrzej Januszajtis,: 307  instalándose el marco del calendario en 1986: 89  y quedando la parte externa de la obra reconstruida en gran medida para el 16 de marzo de 1987; tras 437 años inoperativo, el 9 de mayo de 1990 el reloj volvió a funcionar, con la labor de carpintería del mueble ejecutada por el ciudadano de Słupsk Edward Bobrowski (quien antes procedió a trabajar en el calendario),: 89  habiéndose rehecho para 1999 y mediante donativos casi la totalidad de las figuras perdidas,: 307  realizadas en madera de tilo por Stanisław Wyrostek. Respecto a la maquinaria (de la que no se conserva ninguna parte original), su reconstrucción en 1990 fue problemática debido a la falta de documentación, optándose finalmente por recrear un mecanismo de cuña (típico en la segunda mitad del siglo xv) para cada una de las distintas partes del reloj, el cual sufriría en la Semana Santa de 2023 la avería más grave y difícil de reparar desde su más reciente puesta en marcha (el fallo se produjo en la fijación de las paletas en el eje del escape de husillo, instrumento obsoleto y en desuso desde el siglo xvii). La obra volvió a funcionar tras tres días de reparaciones acometidas en el taller de la basílica (ubicado en la parte posterior del templo) por el Doctor en Ingeniería Grzegorz Szychliński, miembro del equipo que reconstruyó el reloj al igual que Januszajtis, Bobrowski y Stanisław.

### Restauración

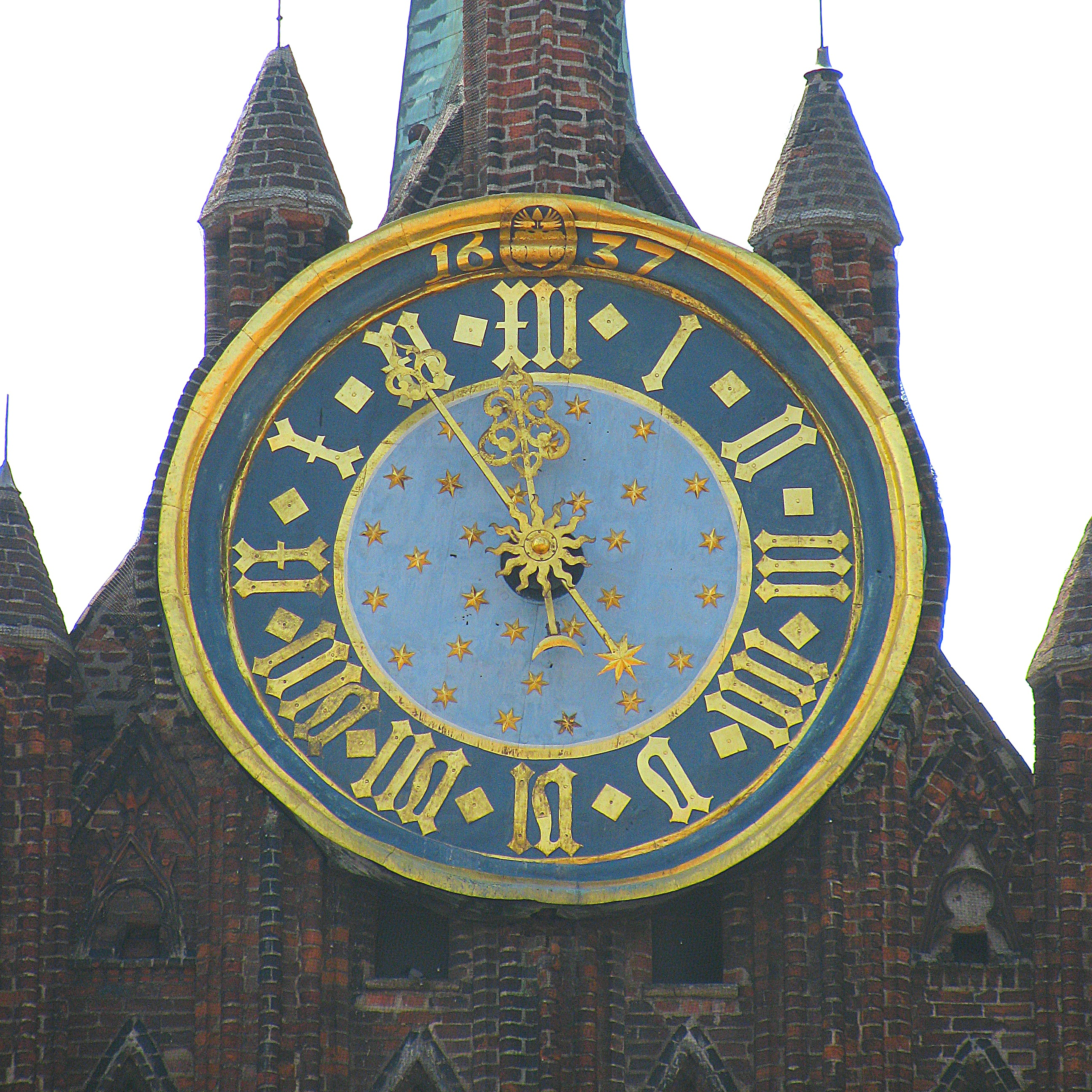
Reloj exterior de la Basílica de Santa María de Gdansk. Con un diámetro de 5,12 metros, el cuadrante de este reloj es el más grande de Polonia. Se cree que anteriormente pudo hallarse en este mismo lugar un cuadrante para el segundo reloj fabricado por Düringer, el cual tal vez era controlado por el reloj astronómico.

En mayo de 2019 se dio inicio a una intervención en la que participaron Wyrostek y Szychliński; este proceso tenía como finalidad limpiar, desinsectar, consolidar la policromía y reensamblar algunas partes originales (fueron identificados en total dieciocho componentes no empleados en la reconstrucción del siglo xx, de los cuales se reincorporaron doce),: 95  destacando entre las tareas ejecutadas la reforma estructural de algunas esculturas y la aplicación de nueva policromía a otras. Respecto al árbol situado en la cúspide, parte no original, este fue cubierto con manzanas y hojas de cobre: las hojas fueron bañadas en plata mientras que las manzanas fueron elaboradas con Araldite y unidas a las hojas mediante un marco hecho a base de cinta de aluminio; a continuación las ramas fueron endurecidas con Araldite, tras lo cual se aplicó una última capa de pintura para después patinar con plata (las hojas fueron protegidas con una capa de Paraloid B44 y goma laca). En lo tocante a la policromía, la pintura opaca que poseía el mueble fue retirada, siendo la nueva capa pictórica (en la que se utilizó el vidriado) más luminosa que la original, la cual resultaba demasiado oscura, surgiendo un cromatismo más heterogéneo tras la retirada de la policromía aplicada en la reconstrucción así como varios desperfectos a nivel pictórico. Las partes con ausencia de cromatismo fueron retocadas mediante el uso de pintura transparente, obteniéndose los colores gracias a la mezcla de pigmentos secos y Paraloid B72. Una vez identificada la policromía original con métodos microscópicos, la pintura azul fue preparada con azurita y aplicada sobre una capa gris, siendo las áreas de color verde mínimamente cubiertas y puliéndose a mayores hojas de plata sobre una capa de tronco/yeso. Respecto a las estrellas de papel que decoran el reloj, estas fueron doradas y con posterioridad pegadas a la superficie del mueble, tras lo cual se procedió a barnizar la estructura; a raíz de un análisis de las estrellas originales, se eligió papel de algodón de 80 gramos de peso y de la mejor calidad, aplicándose una capa de pegamento de cola de conejo seguida de una imprimación y posterior policromado en blanco, con una capa final en color rojo o amarillo teniendo en cuenta la importancia de copiar la tonalidad y el grosor de la capa de goma laca. En cuanto a las labores de limpieza, la suciedad fue eliminada con agua desionizada y Shellsol T, cubriéndose la superficie con Paraloid B72 aplicado mediante aerógrafo. Dos de las esculturas añadidas en la década de 1990 (la Virgen con el Niño y la Muerte) fueron repolicromadas para aportarles un tono envejecido más acorde con los elementos originales del reloj, destacando en este aspecto la imagen de la Virgen, en la que a mayores se procedió a pintar de azul el fondo de la aureola, inicialmente dorado.
En 2021 se llevó a cabo una labor de restauración sobre algunas de las figuras (Adán, Eva, Lilit, los ángeles y los diáconos) con el fin de corregirlas, siendo esta tarea una continuación del trabajo de conservación. En primer lugar se crearon los modelos en miniatura de las nuevas reconstrucciones, eliminándose la policromía acrílica de las imágenes mecánicamente para después corregir la forma. Durante la restauración se utilizaron fotografías de archivo de las colecciones del Instituto Herder de Marburgo como guía, llevándose a cabo esfuerzos para dotar a las figuras de un carácter similar a los elementos conservados del reloj. Para la aplicación de la policromía se emplearon pinturas preparadas a partir de pigmentos secos y yema de huevo, puliéndose finalmente la superficie con una tela. Con el fin de reducir el peso de las esculturas, estas fueron ahuecadas, eliminándose el exceso de madera mediante un corte longitudinal.

### Reloj exterior
En 1634, más de ocho décadas después de que el reloj astronómico dejase de funcionar, el ayuntamiento contrató la fábrica de un reloj para el exterior de la basílica con Hans Connath (también escrito Connadt, Konnathke y Konambke). Procedente de Augsburgo, Connath recibió el encargo de elaborar por 1100 florines un reloj para la puerta Groblową; según el contrato, este debía «dar y mostrar la hora», estando finalizado para 1637, fecha que figura en la parte superior del cuadrante. La obra, mucho menos compleja que el reloj astronómico, fue financiada parcialmente por los inquilinos de la calle Groblowych y también con parte del dinero dejado en su testamento por el alcalde Eggert von Kempen, fallecido en 1636.: 307 : 43  Así mismo, se creó un fondo especial para su mantenimiento, el cual contaba para 1793 con 7120 florines. Gracias al relojero Kaschlinsky, quien realizó una descripción de los documentos hallados en el interior de una esfera situada anteriormente en el centro del reloj para indicar las fases de la Luna, se conocen todos los daños y reparaciones que sufrió la pieza: «Año 1693, 13 de noviembre: reparé el reloj [...] el eje principal y el engranaje de conducción [...] todo eso estaba desaparecido. Año 1694. 4 de abril: poco después de Pascua hubo tal viento que arrancó la manecilla. Año 1694. 11 de abril: me llevé la manecilla y la bola de la Luna, las reparé y las traje a su estado previo el día 21 de ese mes. El relojero del noble ayuntamiento de esta ciudad, Johann-Anton Horn». El reloj funcionó hasta 1871; dañado durante la Segunda Guerra Mundial, en 1984 se le dotó de un nuevo mecanismo obra de W. Janiszewski y Z. Kawecki, mientras que en 1991 se renovó el cuadrante gracias al ciudadano de Lübeck H. L. Fauth, si bien la esfera que indicaba el ciclo lunar no fue reincorporada, permaneciendo el reloj actualmente sin ella.: 307 

## Descripción
Con una altura total de 14,5 metros: 86  y muy similar al reloj astronómico de Rostock (obra también de Düringer),: 258  el de Gdansk ostenta el honor de haber sido el reloj más grande construido para el interior de un edificio durante la Edad Media,: 305  siendo actualmente el segundo reloj astronómico interno más grande del mundo, solo por detrás del de Estrasburgo. Dividido en tres pisos y realizado en madera de pino y roble, en la parte inferior se ubica el calendario (el único original que se conserva en Europa),: 262  hallándose en la zona central el cuadrante y en la cúspide los autómatas.

### Componentes

#### Calendario

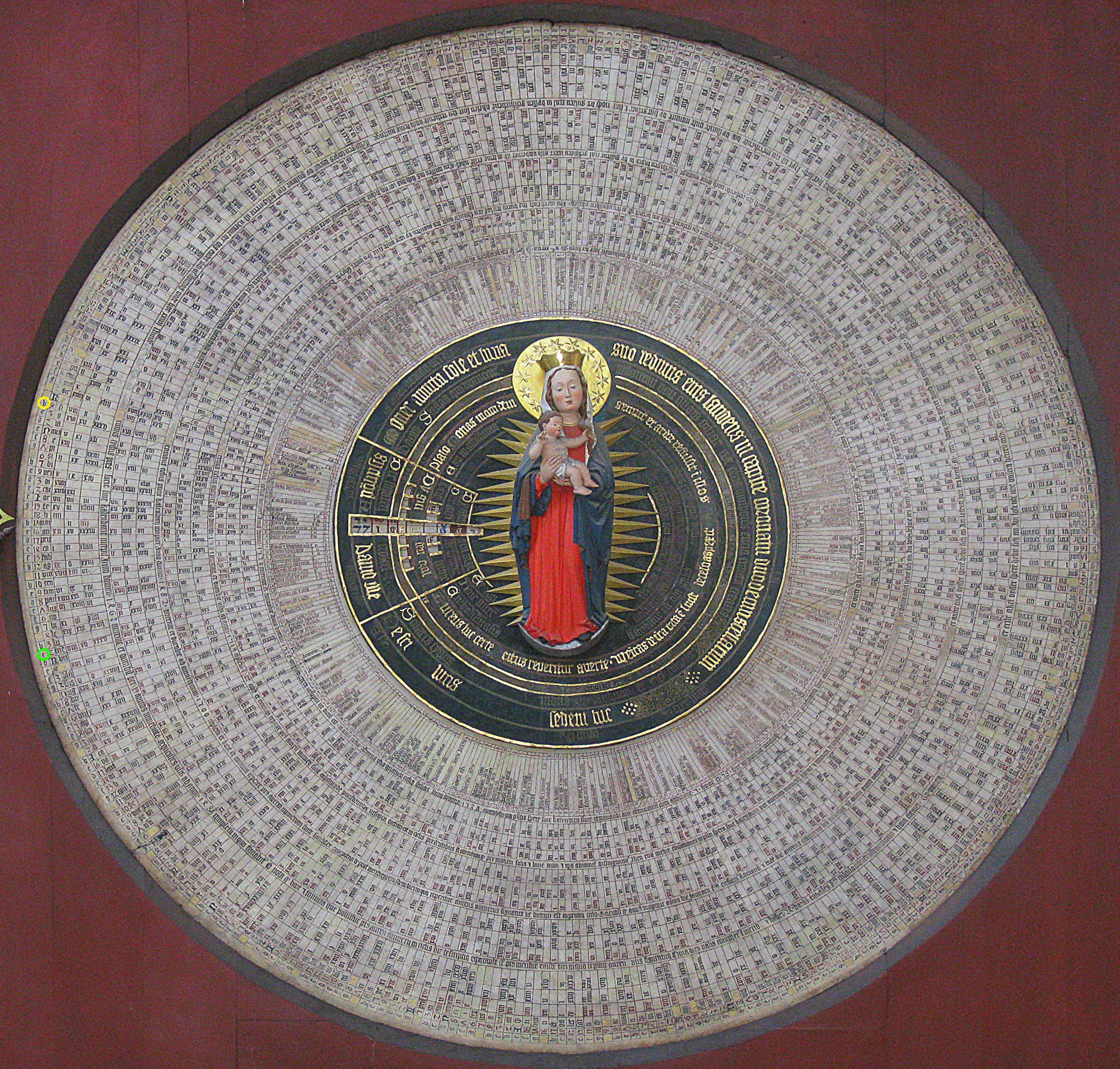
Calendario. En el periodo 1463-1481, para el 2 de enero, al que le corresponde la letra dominical «b» (círculo amarillo), el número áureo es «viii» (8, correspondiente al año 1470), mientras que la hora indicada es «ii li» (2:51). El número «viii» no vuelve a aparecer hasta el 31 de enero, asociado con la hora «xv xxxv» (15:35) y al que le corresponde la letra dominical «c» (círculo verde); la diferencia entre ambas fechas (15:35 horas del 31 de enero y 2:51 horas del 2 de enero) da como resultado 29 días, 12 horas y 44 minutos, tiempo de duración del mes sinódico.

Los dos diales de los que se compone el calendario, el cual posee una rueda dentada en el reverso y tiene un diámetro de 2,76 metros (el panel mide 4,1 metros de ancho),: 87  proporcionan información relativa a, entre otros: la fecha, el día de la semana, el calendario santoral, el ciclo lunar (con precisión en minutos), el ciclo solar, el número áureo, el intervalo (periodo entre Navidad y el último domingo de Carnaval) y el calendario litúrgico siguiendo el procedimiento romano (utilizado en el medievo para resaltar las fechas). El dial grande, realizado a partir de una placa de cobre y posteriormente empapelado, cuenta con 3005 indicadores distribuidos en 22 anillos, mientras que bajo el dial pequeño, elaborado en madera y cubierto de lino, se halla otro dial con 579 indicadores situados en nueve anillos: 305  (a diferencia del dial grande, donde se pueden ver todos los indicadores al mismo tiempo, en el dial pequeño, de aproximadamente un metro de diámetro, solo se muestran 19 de ellos, los cuales son visibles a través de unas aberturas en la mitad izquierda del dial que lo cubre). El calendario, decorado en las esquinas por cuatro imágenes con forma humana y en el centro por una estatua de la Virgen con el Niño fiel a la corriente artística de las bellas Madonas, muestra información para los años comprendidos entre 1463 y 1538 (agrupados en cuatro franjas de 19 años), aunque gracias a un ciclo repetitivo de 532 años en el calendario juliano es posible actualizar las fechas al periodo 1995-2070 (debiéndose sumar 13 días a la fecha indicada a causa del atraso del calendario juliano con respecto al gregoriano), si bien en su momento se llegó a considerar la posibilidad de construir un nuevo calendario.: 305 
Las fechas de las lunas nuevas pueden leerse según un cálculo realizado en el siglo xv y con un margen de error de varios minutos; los sacerdotes más entendidos de la basílica asumieron, de acuerdo con el Almagesto de Claudio Ptolomeo, que había 235 ciclos lunares en 19 años, fijando la duración del mes sinódico en 29 días, 12 horas, 44 minutos y 3 segundos.: 468  Este cálculo es 0,13 segundos más largo con respecto al actual (29 días, 12 horas, 44 minutos y 2,87 segundos), aunque la diferencia con la realidad es mucho mayor; debido al gran esfuerzo que habría supuesto el cálculo de los 940 ciclos lunares que contiene el calendario (235 ciclos × 4 franjas de 19 años), existe la posibilidad de que, con el fin de ahorrarse trabajo, la información mostrada fuese elaborada por Düringer a partir de una supuesta lista de fechas precalculadas de las conjunciones del Sol y de la Luna según la longitud de Núremberg, lo que explicaría el que las fechas de las lunas nuevas del calendario, derivadas de las Tablas alfonsíes, no coincidan con la longitud de Gdansk pero sí con la de Núremberg (para corregir este error habría que añadir alrededor de media hora a las fechas de las lunas nuevas, detalle sin embargo inapreciable debido a que la aparición de la luna nueva puede desviarse hasta un día de lo indicado en el calendario).: 265  Las diferencias entre las horas del calendario y los tiempos calculados en las Tablas alfonsíes (elaboradas en base al firmamento de Toledo) son casi constantes, con un promedio de una hora y 17 minutos; teniendo en cuenta que 15° de longitud equivalen a una hora, la diferencia es de aproximadamente 19°25′. A continuación se muestran las horas de las lunas nuevas para el mes de enero según el calendario del reloj y las Tablas alfonsíes, donde «N» es el número áureo, «D» el día del mes, «C» la hora del calendario, «TA» la hora de las Tablas alfonsíes y «C−TA» la diferencia entre ambas horas:: 264 
| N  | 1463-1481 | 1463-1481 | 1463-1481 | 1463-1481 | 1482-1500 | 1482-1500 | 1482-1500 | 1482-1500 | 1501-1519 | 1501-1519 | 1501-1519 | 1501-1519 | 1520-1538 | 1520-1538 | 1520-1538 | 1520-1538 |
| N  | D         | C         | TA        | C−TA      | D         | C         | TA        | C−TA      | D         | C         | TA        | C−TA      | D         | C         | TA        | C−TA      |
| -- | --------- | --------- | --------- | --------- | --------- | --------- | --------- | --------- | --------- | --------- | --------- | --------- | --------- | --------- | --------- | --------- |
| 8  | 2         | 2:51      | 1:35      | 1:16      | 1         | 19:25     | 18:07     | 1:18      | 2         | 11:56     | 10:39     | 1:17      | 2         | 4:28      | 3:11      | 1:17      |
| 16 | 3         | 15:32     | 14:16     | 1:16      | 3         | 8:07      | 6:48      | 1:19      | 4         | 0:37      | 23:20     | 1:17      | 3         | 17:10     | 15:52     | 1:18      |
| 5  | 5         | 11:41     | 10:25     | 1:16      | 5         | 4:13      | 2:57      | 1:16      | 4         | 20:47     | 19:29     | 1:18      | 5         | 13:19     | 12:01     | 1:18      |
| 13 | 7         | 0:23      | 23:06     | 1:17      | 6         | 16:56     | 15:38     | 1:18      | 6         | 9:28      | 8:10      | 1:18      | 7         | 2:05      | 0:42      | 1:23      |
| 2  | 8         | 20:32     | 19:16     | 1:16      | 8         | 13:03     | 11:48     | 1:15      | 8         | 5:35      | 4:19      | 1:16      | 7         | 22:08     | 20:51     | 1:17      |
| 10 | 10        | 9:14      | 7:57      | 1:17      | 10        | 1:46      | 0:29      | 1:17      | 8         | 18:18     | 17:00     | 1:18      | 9         | 10:50     | 9:32      | 1:18      |
| 18 | 11        | 21:??     | 20:38     |           | 11        | 14:27     | 13:10     | 1:17      | 11        | 6:58      | 5:42      | 1:16      | 10        | 23:31     | 22:13     | 1:18      |
| 7  | 12        | 18:03     | 16:47     | 1:16      | 12        | 10:33     | 9:19      | 1:14      | 13        | 3:07      | 1:51      | 1:16      | 12        | 19:39     | 18:23     | 1:16      |
| 15 | 14        | 6:44      | 5:28      | 1:16      | 14        | 23:16     | 22:00     | 1:16      | 14        | 15:45     | 14:32     | 1:13      | 14        | 8:21      | 7:04      | 1:17      |
| 4  | 16        | 2:53      | 1:37      | 1:16      | 15        | 19:25     | 18:09     | 1:16      | 16        | 11:56     | 10:41     | 1:15      | 16        | 4:30      | 3:13      | 1:17      |
| 12 | 17        | 15:34     | 14:18     | 1:16      | 17        | 8:07      | 6:50      | 1:17      | 18        | 0:40      | 23:22     | 1:18      | 17        | 17:10     | 15:54     | 1:16      |
| 1  | 19        | 11:44     | 10:27     | 1:17      | 19        | 4:15      | 2:59      | 1:16      | 18        | 20:48     | 19:31     | 1:17      | 19        | 13:18     | 12:03     | 1:15      |
| 9  | 21        | 0:23      | 23:08     | 1:15      | 20        | 16:58     | 15:40     | 1:18      | 20        | 9:32      | 8:12      | 1:20      | 21        | 2:05      | 0:44      | 1:21      |
| 17 | 22        | 13:06     | 11:49     | 1:17      | 22        | 5:39      | 4:21      | 1:18      | 21        | 22:10     | 20:53     | 1:17      | 22        | 14:42     | 13:25     | 1:17      |
| 6  | 24        | 9:14      | 7:58      | 1:16      | 24        | 1:45      | 0:30      | 1:15      | 23        | 18:18     | 17:02     | 1:16      | 23        | 10:40     | 9:34      | 1:06      |
| 14 | 25        | 21:46     | 20:39     | 1:07      | 25        | 14:28     | 13:11     | 1:17      | 25        | 7:00      | 5:43      | 1:17      | 24        | 23:33     | 22:15     | 1:18      |
| 3  | 26        | 18:06     | 16:48     | 1:18      | 27        | 10:35     | 9:20      | 1:15      | 27        | 3:08      | 1:52      | 1:16      | 26        | 19:41     | 18:24     | 1:17      |
| 11 | 28        | 6:46      | 5:29      | 1:17      | 28        | 23:18     | 22:01     | 1:17      | 28        | 15:51     | 14:33     | 1:18      | 28        | 8:22      | 7:05      | 1:17      |
| 19 | 29        | 19:27     | 18:10     | 1:17      | 30        | 11:59     | 10:42     | 1:17      | 30        | 4:30      | 3:14      | 1:16      | 29        | 21:??     | 19:46     |           |
| 8  | 31        | 15:35     | 14:19     | 1:16      | 31        | 8:10      | 6:51      | 1:19      | 31        | 0:40      | 23:23     | 1:17      | 31        | 17:12     | 15:55     | 1:17      |

La edición de las Tablas alfonsíes de 1483 (primera edición impresa) contiene a su vez una lista de las longitudes y latitudes de diversas ubicaciones calculadas tomando como primer meridiano las Islas Afortunadas, referencia establecida por Marino de Tiro la cual implicaba que todas las longitudes hasta entonces conocidas estaban situadas al este de dicho meridiano para así evitar números negativos. De acuerdo con este sistema, Toledo tenía una longitud de 11°0′, por lo que aplicando la diferencia entre el calendario y las tablas se obtiene una longitud para las lunas nuevas del reloj de Gdansk de 30°25′ (11°0′ + 19°25′), lo que deja cuatro zonas potenciales en las que situar su ubicación geográfica según las Tablas alfonsíes: Brunswick (30°20′), Núremberg (30°20′), Ulm (30°20′) y Milán (30°20′). De todas ellas, Núremberg es la opción más plausible por poseer una larga tradición vinculada a la astronomía, el calendario y la relojería; por ser uno de los primeros lugares en contar con imprenta; y, sobre todo, por ser supuestamente la ciudad natal de Düringer,: 264–265  asignación tradicional junto con Lübeck que ya en 1929 Karl Gruber y Erich Keyser consideraron un error, nombrando Toruń como su verdadero lugar de nacimiento.
En lo que respecta a la duración del mes sinódico en las Tablas alfonsíes, esta no figura directamente pero puede calcularse dividiendo 360 entre la diferencia de los movimientos diarios del Sol y de la Luna: 360 ÷ (13;10,35,1,15,11,4,35 − 0;59,8,19,37,19,13,56) = 29;31,50,7,37,27,8,25 días, lo que equivale a 29,53059 días o, para mayor exactitud, 29 días y 12;44,3,2,58,51,23,8 horas (12 horas, 44 minutos, 3 segundos, 2 decisegundos, 58 centisegundos, 51 milisegundos, 23 microsegundos y 8 nanosegundos), siendo esta duración prácticamente idéntica a la del calendario, aunque con varias salvedades. A partir de una única luna nueva de las tablas (T) se puede calcular fácilmente otra añadiendo o quitando meses sinódicos; para calcular las lunas nuevas de otras zonas geográficas (Z) a partir de las tablas se debe añadir la diferencia de longitud con Toledo (L):: 78 
{\displaystyle Z=T+L}
Al comparar este cálculo con uno ya existente, en este caso el del calendario del reloj (C), se obtiene la siguiente fórmula para conocer la variación entre un cálculo y otro (Δ):
{\displaystyle \Delta =C-Z=C-(T+L)}
Tomando en consideración el calendario vienés de Johannes von Gmunden, con un total de 940 conjunciones para el periodo 1438-1504, el valor de L en relación con las Tablas alfonsíes es de 80 minutos (20°); al igual que en las tablas, Gmunden empleó la diferencia temporal de 16;32/7;38 entre sus ciclos de 19 años. Esta diferencia temporal se obtiene a raíz de los 4 o 5 días intercalares presentes en cada ciclo de 19 años, lo que implica un total de días de 6939 (19 × 365 + 4) o 6940 (19 × 365 + 5); teniendo en cuenta los 235 ciclos lunares presentes en 19 años, en el primer caso hay un déficit de 0,6887 días o 16 horas y 32 minutos (6939 − 29,53059 × 235), mientras que en el segundo hay un exceso de 0,3113 días o 7 horas y 28 minutos (6940 − 29,53059 × 235).: 75  En el calendario de Gmunden el valor de Δ es igual a 0 para el 98% de las lunas nuevas, con una desviación estándar de 0,15, existiendo siete casos en los que los números son erróneos o están ausentes, lo que constituye no un error de cálculo sino de escritura a la vez que denota un extremo cuidado a la hora de realizarse el cómputo. Múltiples tablas contemporáneas fueron elaboradas añadiendo al calendario de Gmunden la diferencia de longitud correspondiente para tener un valor de Δ igual o cercano a 0; un ejemplo de ello es el calendario de Passau, para cuyo cálculo se restaron 10 minutos a los tiempos del calendario de Viena ya que Passau está situada a una distancia de 2°30′ al oeste de la capital austriaca. Aplicando esta fórmula al calendario de Gdansk, si se varía L para minimizar Δ se obtiene que el mejor valor de L es de poco más de 76 minutos, lo que deja una variación de longitud con respecto a Toledo de 19°06′, valor cercano a los 19°25′ obtenidos del cómputo aproximado anterior (basado en el promedio de diferencias horarias entre el reloj y las tablas), el cual permite que Núremberg siga siendo la candidata más probable a la hora de situar la ubicación geográfica de las lunas nuevas del reloj de Gdansk, si bien el origen de estos datos no puede ser establecido con seguridad debido a la confusa geografía de la Europa del siglo xv así como a la inexactitud de la época en lo que respecta al cálculo de longitudes. Sumado a esto, en el calendario de Gdansk existe una gran disparidad de valores para Δ cercanos a 0, mientras que la regla de la diferencia temporal de 16;32/7;38 no fue usada en el reloj. La distribución de frecuencias de Δ es gaussiana con una desviación estándar de un minuto, casi siete veces superior a la del calendario de Viena, lo que demuestra que los datos del reloj no fueron solo copiados y/o ajustados sino que fueron computados con poco cuidado o replicados directamente de un cálculo poco exacto. Un examen de las conjunciones evidencia varios periodos entre dos lunas nuevas de exactamente 29 días, 12 horas y 44 minutos en vez de 29 días, 12 horas, 44 minutos y 3 segundos como en las Tablas alfonsíes; prescindir de estos 3 segundos provocaría un error en cadena que debería corregirse aproximadamente cada 20 meses sinódicos añadiendo un minuto. Al parecer esta corrección llegó a efectuarse en el calendario, si bien las intercalaciones no son sistemáticas y en algunos casos suman más de un minuto, circunstancia agravada por el hecho de que en el dial constan numerosos errores de escritura los cuales provocan fluctuaciones de entre uno y dos minutos. A mayores, en algunos casos los minutos están ausentes mientras que en otros las horas están mal escritas, esto último tal vez por el empleo de números romanos en escritura gótica para indicar el tiempo: en un caso concreto las letras «vij» fueron convertidas en «iii», destacando otras secciones en las que la letra «x» ha desaparecido o nunca llegó a ser incluida.: 78–80  Por otro lado, cuatro ciclos julianos de 19 años, los cuales conforman un ciclo de 76 años, contienen 27 759 días (365,25 × 76), mientras que si se tienen en cuenta los 235 meses sinódicos presentes en cada ciclo de 19 años se obtiene un total de 27 758,7546 días (4 × 235 × 29,53059); al pasar de un ciclo de 76 años a otro es necesario corregir la diferencia de 0,2454 días (27 759 − 27 758,7546), equivalente a 5 horas y 53 minutos. Con este ajuste la lista de conjunciones del Sol y de la Luna puede alargarse hasta el infinito, si bien en el calendario del reloj de Gdansk no fue necesaria esta corrección ya que en él solo hay un ciclo de 76 años.: 76 
Respecto a la forma en que las fechas están representadas, el disco exterior del dial grande (1.º anillo), dividido en 365 secciones, contiene las letras dominicales, mostrando los dos discos siguientes (2.º y 3.º anillo) el calendario romano y el calendario santoral (este último abreviado y dispuesto en forma de hexámetros latinos). En cuanto al calendario romano, los meses empiezan en Kalendæ (calendas), representándose el primer día con la letra «K», mientras que los días 5 o 7 son None (letra «N») y los 13 o 15 Ides (letra «I»); los días se cuentan desde el Kalendæ del mes siguiente hasta Ides, después hasta None y finalmente otra vez hasta Kalendæ. Por su parte, el calendario santoral (Cisioianus) contiene una secuencia de sílabas para cada mes con una sílaba por cada día del año: esta secuencia constituye una regla mnemotécnica compuesta de 24 líneas (dos para cada mes) de un poema en hexámetros para facilitar el recuerdo de los festivos y días de los santos. A modo de ejemplo, para el mes de enero la secuencia es la siguiente: «cí-si-o iá-nus e-pí ¦ si-bi vén-di-cat óc fe-li már an prís-ca fab ág vin-cén ¦ tum páu lus nó-bi-le lú-men»; «cí-si-o iá-nus» (del 1 al 5 de enero) hace referencia a la Circuncisión de Jesús, «e-pí» (6 y 7 de enero) a la Epifanía y así sucesivamente (en el siglo xv era frencuente que se pidiese a los niños en edad escolar recitar de memoria el Cisioianus).: 77  A continuación se muestran los datos de los tres primeros anillos del calendario para el mes de enero:: 77 
| Día | Letra dominical | Calendario romano | Calendario santoral |
| --- | --------------- | ----------------- | ------------------- |
| 1   | a               | K                 | cí                  |
| 2   | b               | 4                 | si                  |
| 3   | c               | 3                 | o                   |
| 4   | d               | 2                 | iá                  |
| 5   | e               | N                 | nus                 |
| 6   | f               | 8                 | e                   |
| 7   | g               | 7                 | pí                  |
| 8   | a               | 6                 | si                  |
| 9   | b               | 5                 | bi                  |
| 10  | c               | 4                 | vén                 |
| 11  | d               | 3                 | di                  |
| 12  | e               | 2                 | cat                 |
| 13  | f               | I                 | óc                  |
| 14  | g               | 19                | fe                  |
| 15  | a               | 18                | li                  |
| 16  | b               | 17                | már                 |
| 17  | c               | 16                | an                  |
| 18  | d               | 15                | prís                |
| 19  | e               | 14                | ca                  |
| 20  | f               | 13                | fab                 |
| 21  | g               | 12                | ág                  |
| 22  | a               | 11                | vin                 |
| 23  | b               | 10                | cén                 |
| 24  | c               | 9                 | tum                 |
| 25  | d               | 8                 | páu                 |
| 26  | e               | 7                 | lus                 |
| 27  | f               | 6                 | nó                  |
| 28  | g               | 5                 | bi                  |
| 29  | a               | 4                 | le                  |
| 30  | b               | 3                 | lú                  |
| 31  | c               | 2                 | men                 |

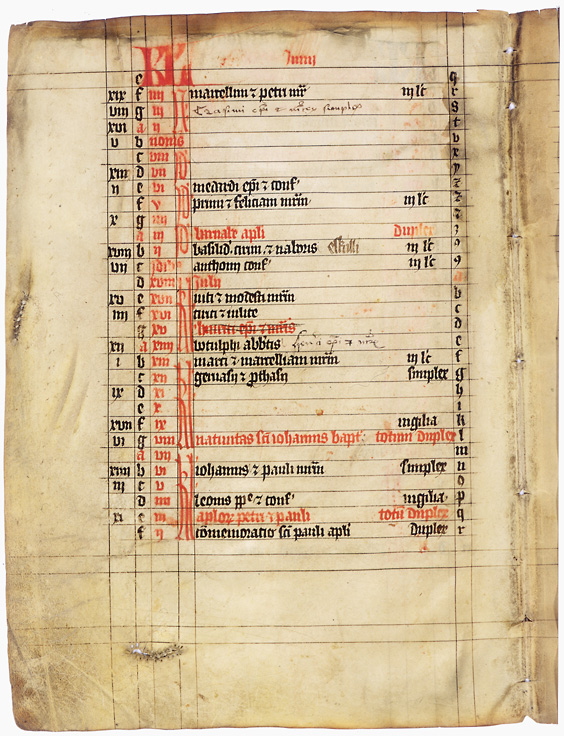
Mes de junio en un calendario romano procedente de un manuscrito de origen finlandés (anónimo, c. 1340-1360). Las letras dominicales figuran en la segunda columna y los días del mes en la tercera.

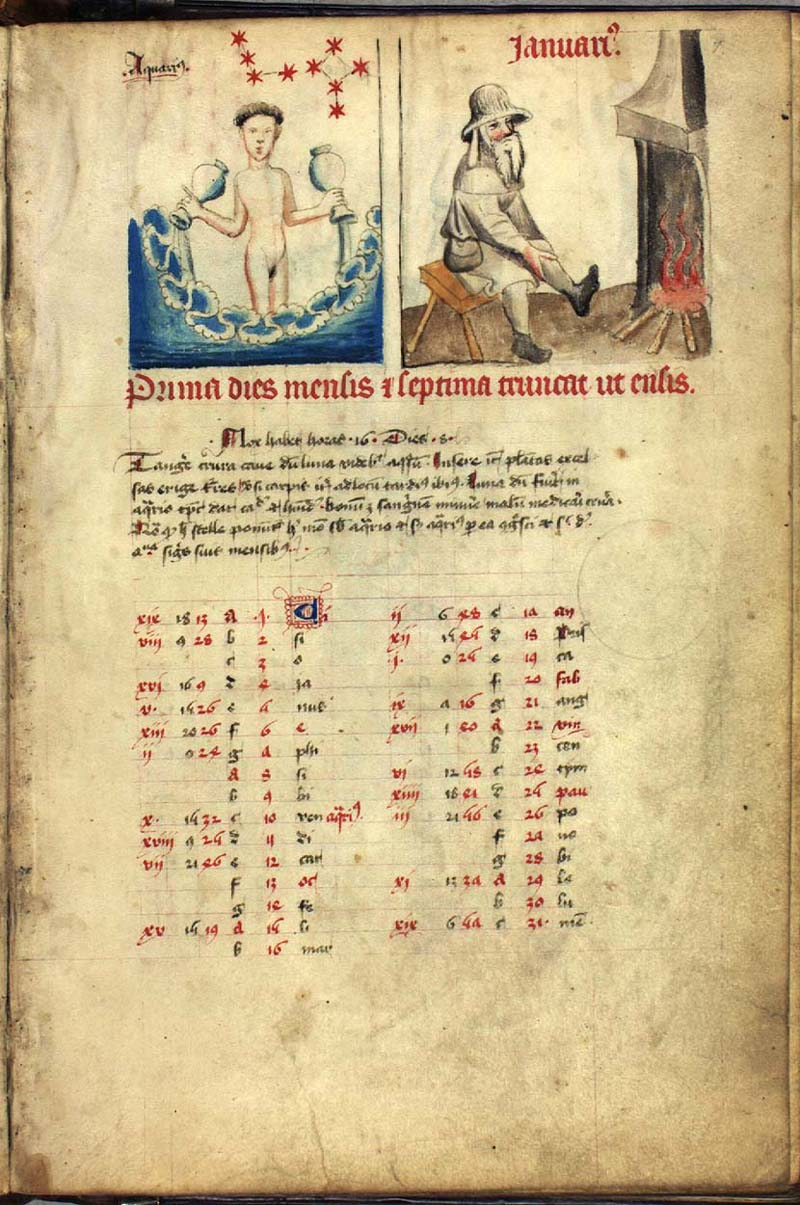
Cisioianus del mes de enero extraído del manuscrito Speculum humanae salvationis (anónimo, c. 1430). El Cisioianus aparece en la sexta columna de cada uno de los dos bloques.

En lo tocante a los anillos 7.º, 11.º, 15.º y 19.º, estos constituyen bandas las cuales cubren los siguientes periodos: 1463-1481, 1482-1500, 1501-1519 y 1520-1538. En cada uno de estos intervalos el número áureo del primer año es «i» (1) y, en consecuencia, el del último año «xix» (19) de acuerdo con la fórmula establecida para el cálculo del número áureo. En los tres anillos situados a la izquierda de cada banda se muestra en primer lugar el número áureo escrito en números romanos, tras lo cual figura la hora de la luna nueva y a continuación el minuto, también en números romanos. Tal y como se explica en cada banda en latín y alemán antiguo, los ciclos se dividen en 19 años, las horas en 24 y cada una en 60 minutos con el inicio de la cuenta a mediodía,: 263 : 77  mostrando estos datos la primera banda (y también las restantes con el correspondiente cambio de años) de la siguiente forma:: 81 

Primus cyklus presentis spera sive kalendarie incipitur Anno domini 1463 currente et durabit per 19 annos immediate sequentes usque ad annum 1481 completum in quo /termin/abtur. Est nota quod hore et minuta que ponuntur post aureum numerum in ciclis hic descriptis computende sunt post meridiem eiusdem diei in quo reperitur aureus numerus figuratus. Quia dies naturalis completur in meridie et habet 24 horas equales secundum calculationem astronomicam continet 60 minuta.
El primer ciclo del presente calendario comienza en el año 1463 en curso y durará 19 años inmediatamente siguientes hasta el año completo de 1481 en que termina. Se sabe que las horas y los minutos que se colocan después del número áureo en los ciclos aquí descritos se calculan a partir de la tarde del mismo día en que se encuentra el número áureo. Debido a que el día natural se completa al mediodía y tiene 24 horas iguales según el cómputo astronómico contiene 60 minutos.

En cuanto a los anillos 20.º, 21.º y 22.º, en ellos figuran respectivamente las longitudes eclípticas del Sol, un calendario santoral más completo que el del 3.º anillo con las fechas litúrgicas más importantes resaltadas, y las letras correspondientes a las lunas (un conjunto de 27 letras y dígitos para calcular la fase lunar). Por último, en los nueve anillos del dial pequeño (el cual se compone de 76 sectores radiales, moviéndose un sector cada año): 78  se muestra, desde fuera hacia dentro, la siguiente información: el año (los dos últimos dígitos); el ciclo solar (de 28 años de duración); las letras dominicales (se muestran en dos anillos ya que los años bisiestos cuentan con dos letras); el número áureo; el embolismo (años bisiestos); las semanas y días entre la Navidad y el último domingo de Carnaval (cada dato en un anillo); y la indicción (periodo de 15 años establecido por Constantino I).

#### Cuadrante
En lo tocante al dial superior, situado en un panel de 4,5 metros de ancho y con el sur orientado hacia arriba, este señala la hora con una manecilla doble en un cuadrante decorado en el centro con un dragón y compuesto por dos secciones con números romanos del uno al doce cada una. A mayores se indican las fases de la Luna y la posición tanto de esta como del Sol en el Zodíaco, representado por un anillo con los doce signos en relieve y policromados (divididos en treinta grados por otro anillo), estando los números de las horas y los extremos de la manecilla chapados en oro. El ciclo lunar es mostrado mediante un ingenioso sistema conformado por dos discos: un disco externo el cual se desplaza junto con una figura del Sol una vez alrededor del Zodíaco en un año tropical, y un disco interno conectado con una imagen de la Luna el cual da una vuelta completa en un mes sideral. El disco interno está a su vez dividido en dos secciones, una negra y otra dorada, mientras que el disco externo presenta una abertura circular a través de la cual se puede divisar parcialmente la superficie del disco interno: los movimientos de ambos discos hacen variar las proporciones de las secciones negra y dorada con una periodicidad de un mes sinódico, siendo la parte visible a través de la abertura completamente negra cuando hay luna nueva y dorada en su totalidad cuando hay luna llena (para la construcción de este mecanismo rotatorio Düringer se basó al igual que los sacerdotes en el Almagesto).: 469–470  A ambos lados del dial, en la parte alta del panel, destacan dos pequeñas ventanas opacas con escenas a izquierda y derecha de la Anunciación y la Adoración de los Reyes Magos (elaboradas en 2018): 91  las cuales se abren y se cierran respectivamente al inicio y al término de la función de los autómatas, abriéndose primero la ventana que contiene la Anunciación e inmediatamente después la que alberga la Epifanía.: 306 

#### Autómatas

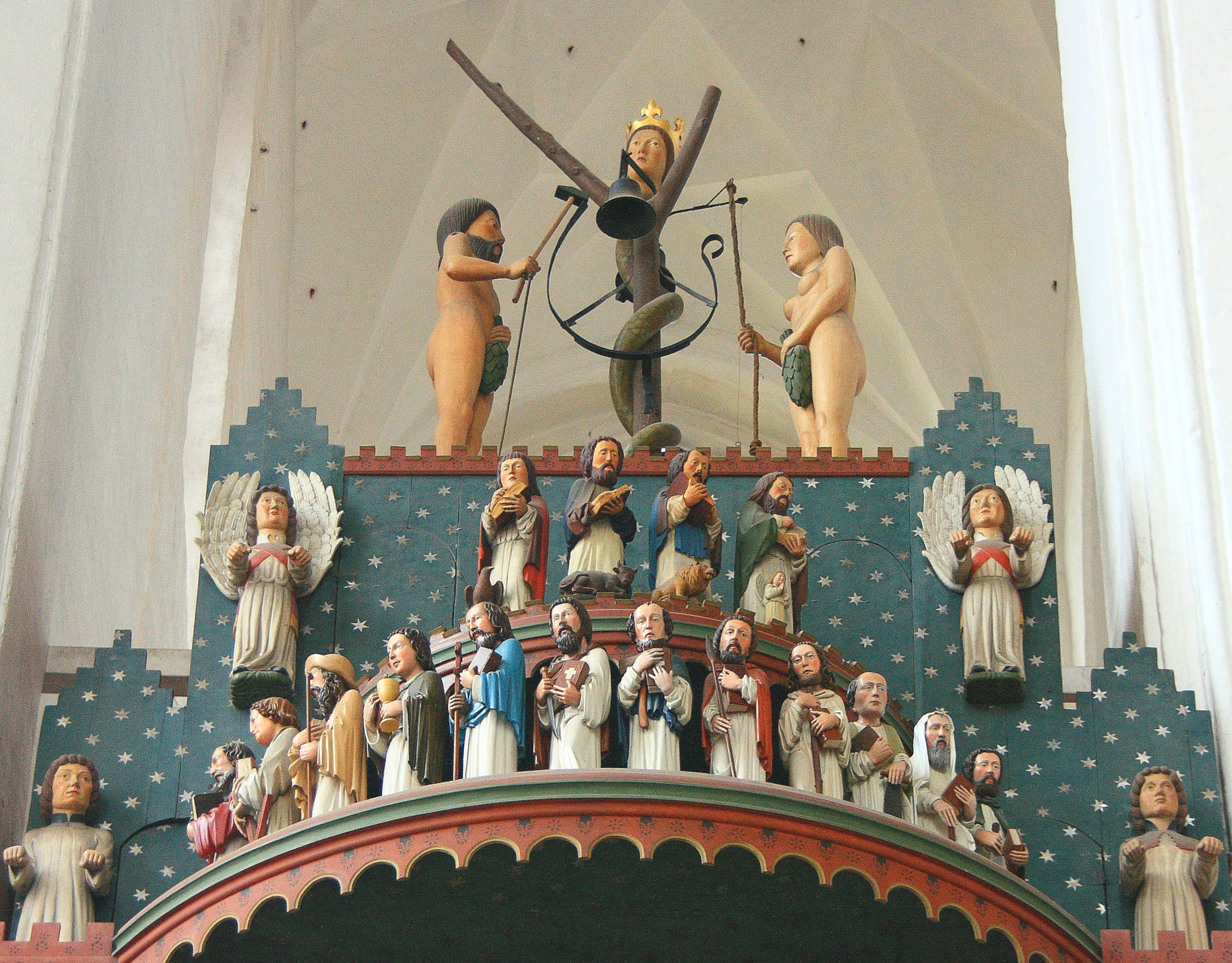
Autómatas.

Coronando la estructura, decorada con almenas, se ubica el árbol del conocimiento flanqueado por las figuras de Adán, quien marca las horas, y Eva, quien da los cuartos, hallándose debajo dos plataformas semicirculares por las cuales desfilan una serie de imágenes todos los días mientras suena un órgano automático.: 306  El movimiento de los autómatas se inicia poco antes de las 12:00 horas (aproximadamente a las 11:57) en la plataforma superior, donde las figuras de los cuatro Evangelistas salen a través de una puerta camuflada y desfilan de izquierda a derecha acompañadas de sus atributos; una vez que se detienen y giran hacia el frente empiezan a desfilar en la plataforma inferior, esta vez de derecha a izquierda, los autómatas de los doce apóstoles. Poco antes de que estos se detengan y se volteen hacia los espectadores del mismo modo que los Evangelistas, la figura de Eva empieza a dar los cuartos simulando que tira de una cuerda atada a una campana situada en la parte posterior del árbol, tras lo cual la imagen de Adán procede a dar las horas golpeando una campana ubicada al frente con un martillo que sujeta con su mano derecha: 306  (ambas campanas son de a bordo y reemplazan a las originales). Aproximadamente un minuto y medio después de que Adán termine de dar la hora, las figuras de los Evangelistas reanudan su desfile hasta desaparecer en el interior del reloj a través de una puerta idéntica a la emplazada en el otro extremo. Tras esto las imágenes de los apóstoles continúan su recorrido hacia la parte interna del reloj, apareciendo tras ellos, a cierta distancia, una imagen representativa de la Muerte que emerge desde dentro de la estructura y los sigue hasta que estos desaparecen y se cierra la puerta, quedando la Muerte fuera. Destaca el hecho de que las dos puertas de cada una de las plataformas están custodiadas por figuras con brazos articulados las cuales sujetan una campanilla en cada mano, hallándose ángeles heraldos en la plataforma superior y diáconos en la plataforma inferior.: 306 

### Simbolismo
La obra en su conjunto está cargada de un fuerte carácter simbólico: las imágenes de Adán y Eva a ambos lados del árbol del conocimiento, en el cual se halla enroscada una serpiente con cabeza humana (Lilit), recuerdan el pecado original y la inevitabilidad de la muerte; el dragón en el centro del cuadrante simboliza el Juicio Final del mismo modo que las oraciones en latín presentes en el dial pequeño del calendario advierten del Apocalipsis; la estatua de la Virgen con el Niño en el centro del panel inferior ofrece esperanza a los fieles por ser la salvadora del mundo; los dos ángeles heraldos encarnan el nacimiento, representando a su vez los Evangelistas la Buena Nueva; y por último las puertas abiertas del reloj simbolizan la entrada al Paraíso, lugar al que la Muerte no puede acceder. Especial mención requieren las cuatro imágenes que adornan las esquinas del panel inferior (únicas figuras originales junto con los relieves presentes en el marco), las cuales personifican las cuatro fases de la vida (infancia, juventud, madurez y vejez): la figura de la esquina inferior izquierda, con la vista dirigida al frente en señal de mirar hacia el futuro y coronada como símbolo del poder secular, indica el día en el calendario con una flecha mientras que la imagen inferior derecha, representativa del tiempo (Crono), exhibe una espada en la mano izquierda como muestra de la fragilidad de la vida (en la derecha, la cual es móvil, portaba probablemente un reloj de arena),: 306  destacando las dos figuras superiores, ambas en posición de soportar el peso de la estructura, por llevar trompetas con las que se reproducía la música que sonaba antiguamente durante la función (la de la izquierda viste un caftán bicolor mientras que la de la derecha luce una corona de flores otoñales). Como detalle anecdótico, encima de la estatua de la esquina superior izquierda se halla un rostro en relieve representativo de un hombre con barba el cual se considera un autorretrato de Düringer,: 89  existiendo otro elemento de este tipo en el reloj astronómico de Stralsund.